# Ancistria tenuis
Ancistria tenuis là một loài bọ cánh cứng trong họ Passandridae. Loài này được Grouvelle miêu tả khoa học năm 1913.